# Mellonympha
Mellonympha is een geslacht van sponsdieren uit de klasse van de Hexactinellida.

## Soorten
- Mellonympha mortenseni (Burton, 1928)
- Mellonympha velata (Thomson, 1873)